# Banco Central del Ecuador

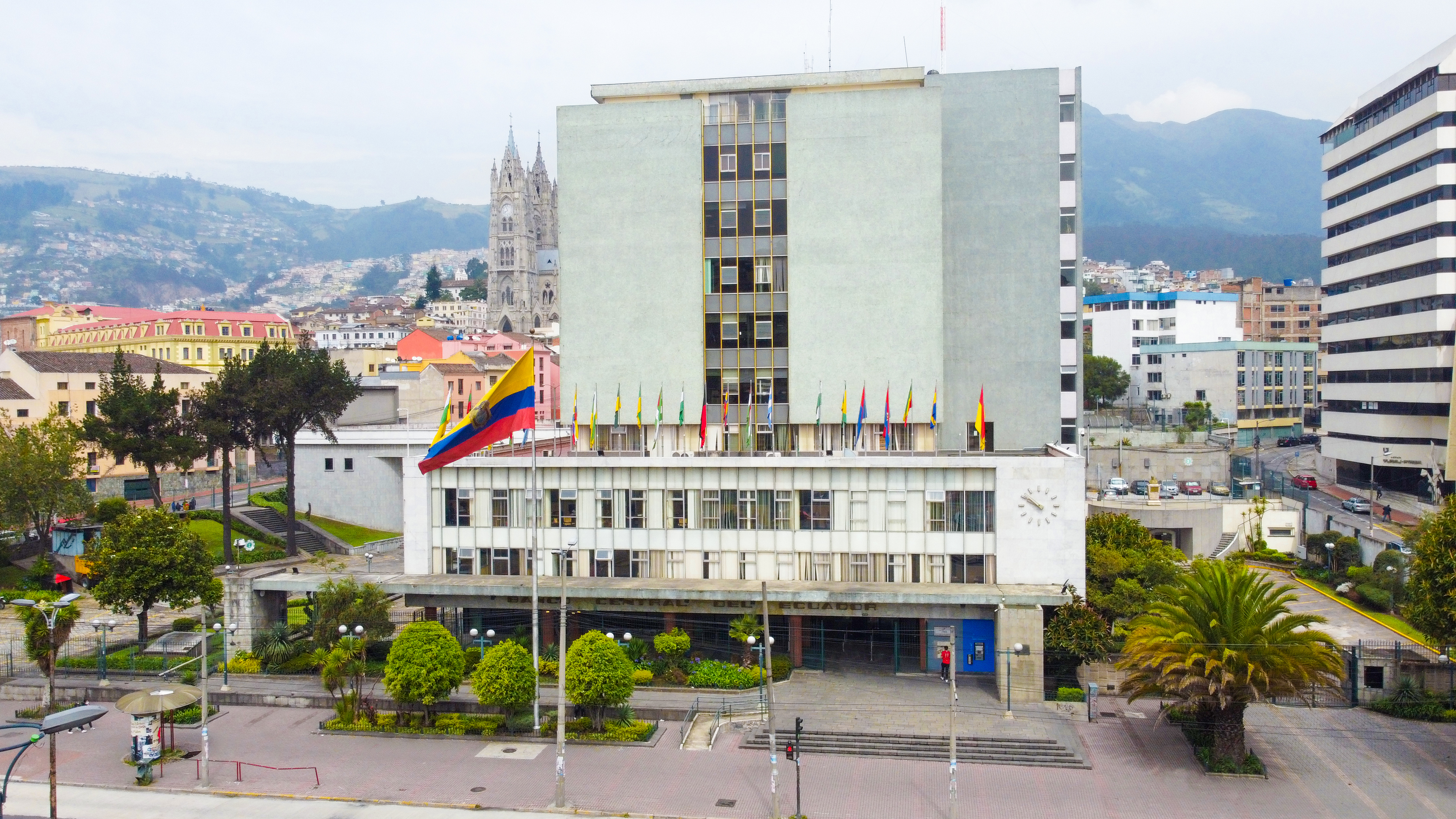
Banco Central del Ecuador (2021)

Die Banco Central del Ecuador (BCE) ist die Zentralbank von Ecuador. Bis zur Einführung des US-Dollar als offizielles Zahlungsmittel der Wirtschaft im Jahr 2000 war sie der Emittent des ecuadorianischen Sucre.

## Entstehung
Die Julirevolution (9. Juli 1925), welche die Machtübernahme der sozialistisch geprägten Liga de Militares Jóvenes zur Folge hatte, leitete den Gründungsprozess einer Zentralbank ein. Die Krise des Landes, die durch die Nichtkonvertierbarkeit der Währung verursacht wurde, die Inflation, die Spekulation, der Kreditmissbrauch, und ein Mangel an amtlicher Kontrolle über die Banken machten eine Bereinigung die Situation nötig.
Am 18. Oktober 1926 erklärte Präsident Isidro Ayora, dass zur Ausgabe von Banknoten befugte Banken bestimmte Mengen Gold und Silber an den Zentralfonds abgeben müssen, die sich insgesamt auf 10,6 Millionen Sucres beliefen. In der Zwischenzeit bereitete die Kommission unter der Leitung von Edwin W. Kemmerer eine umfassende wirtschaftliche Umstrukturierung vor, mit der die Finanzpraktiken Ecuadors modernisiert wurden. Kemmerer wurde für diese Aufgabe ausgewählt, da er ähnliche Aufgaben in anderen Ländern Südamerikas erfolgreich ausgeführt hatte.
Am 11. Februar 1927 stellte die Kemmerer-Mission ihre Ergebnisse, zusammen mit einer Begründung, der Regierung vor. Sie schlugen eine Gesellschaft vor, die für 50 Jahre eine Lizenz für die Ausgabe von Geld besitzt, zu einem festen Zinssatz abgezinst wird, ein Verwahrungsort für Regierungen und Mitgliedsbanken wird, den Devisenmarkt verwaltet und als Steuervertreter für das gesamte Land fungiert. Da die Funktionen der neuen Institution eng mit den Hoheitsrechten der Regierung und dem öffentlichen Interesse verknüpft waren, wurde die Regierung gebeten, sich an seiner Verwaltung zu beteiligen.
Am 12. März 1927 erließ der Präsident Isidro Ayora das Organgesetz der Zentralbank von Ecuador. Die Vorbereitung der Arbeitsweise der neuen Institution wurde von einem Organisationskomitee geleitet, das von Ayora selbst ernannt wurde. Am 3. Juni 1927 genehmigte die Regierung Ecuadors die Statuten. Sie verhandelten zwischen den beiden Agenturen und überwanden Schwierigkeiten zwischen der Veröffentlichung des Zentralfonds und der neuen Institution. Schließlich öffnete die Zentralbank von Ecuador am 10. August 1927 ihre Türen. Am 25. August 1927 wurde die Hauptniederlassung in Guayaquil eröffnet.